# Cortes de Baza
Cortes de Baza é um município da Espanha na província de Granada, comunidade autónoma da Andaluzia, de área 141 km² com população de 2167 habitantes (2007) e densidade populacional de 17,02 hab/km².

## Demografia
| Variação demográfica do município entre 1991 e 2004 | Variação demográfica do município entre 1991 e 2004 | Variação demográfica do município entre 1991 e 2004 | Variação demográfica do município entre 1991 e 2004 |
| --------------------------------------------------- | --------------------------------------------------- | --------------------------------------------------- | --------------------------------------------------- |
| 1991                                                | 1996                                                | 2001                                                | 2004                                                |
| 3039                                                | 3059                                                | 2386                                                | 2388                                                |